# Gymnura crebripunctata
Gymnura crebripunctata är en rockeart som först beskrevs av Peters 1869.  Gymnura crebripunctata ingår i släktet Gymnura och familjen Gymnuridae. IUCN kategoriserar arten globalt som otillräckligt studerad. Inga underarter finns listade i Catalogue of Life.